# Demokracja pośrednia
Demokracja pośrednia (demokracja przedstawicielska) – rodzaj demokracji, gdzie decyzje podejmują przedstawiciele społeczeństwa wybrani w wyborach. Model ten jest zastosowany w większości państw demokratycznych, m.in. w Polsce.